# Onsterfelijke partij

Animatie van de partij

De onsterfelijke partij is de schaakpartij die gespeeld werd tussen Adolf Anderssen en Lionel Kieseritzky te Londen op 21 juni 1851. De partij wordt beschouwd als een van de mooiste ooit gespeeld. Het betreft een onofficiële partij die gespeeld werd tijdens de vrije uren van het beroemde internationale toernooi. Het zettenverloop was als volgt:
Adolf Anderssen – Lionel Kieseritzky, Londen, 1851

opening: lopergambiet
Eco-code C 33
1.e4 e5 2.f4 exf4 3.Lc4 Dh4+ 4.Kf1 b5 5.Lxb5 Pf6 6.Pf3 Dh6 7.d3 Ph5 8.Ph4 Dg5 9.Pf5 c6 10.g4 Pf6 11.Tg1 cxb5 12.h4 Dg6 13.h5 Dg5 14.Df3 Pg8 15.Lxf4 Df6 16.Pc3 Lc5 17.Pd5 Dxb2 18.Ld6 Lxg1 19.e5 Dxa1+ 20.Ke2 Pa6 21.Pxg7+ Kd8 22.Df6+ Pxf6 23.Le7++ Zie het diagram. 1-0
Het verschil in materiële sterkte is opvallend. De verliezer heeft alleen drie pionnen verloren. Anderssen mist de drie zware stukken, een loper en twee pionnen.

## In populaire cultuur
De partij vormde de basis van een scène in de sciencefictionfilm Blade Runner (1982).